# Селино Басо (Бергамо)
Селино Басо је насеље у Италији у округу Бергамо, региону Ломбардија.
Према процени из 2011. у насељу је живело 2329 становника. Насеље се налази на надморској висини од 398 м.